# Helvella compressa

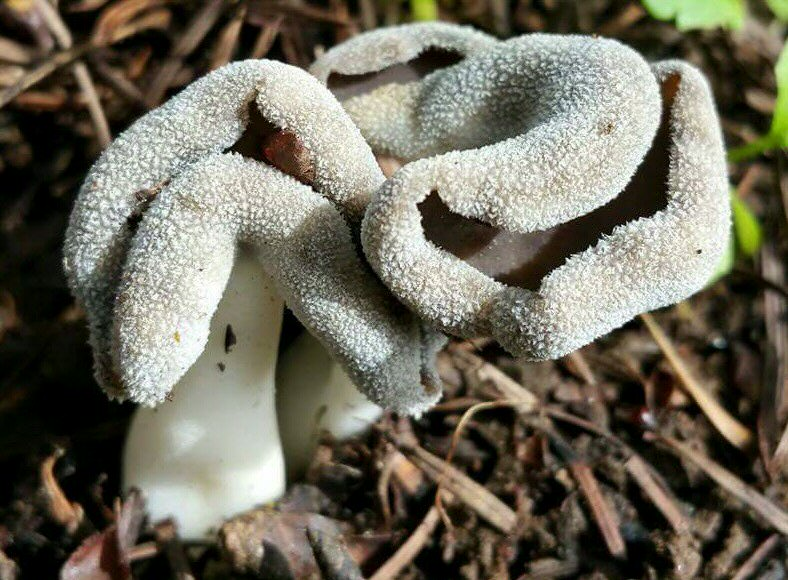

Helvella compressa (Snyder) N.S. Weber – gatunek grzybów z rodziny piestrzycowatych (Helvellaceae).

## Systematyka i nazewnictwo
Pozycja w klasyfikacji według Index Fungorum: Helvella, Helvellaceae, Pezizales, Pezizomycetidae, Pezizomycetes, Pezizomycotina, Ascomycota, Fungi.
Po raz pierwszy takson ten opisał w 1936 r. Leon Carlton Snyder, nadając mu nazwę Paxina compressa. Obecną nazwę nadała mu Nancy S. Weber w 1975 r.

## Morfologia
Owocnik
Składający się z siodłowato wygiętego kapelusza i trzonu. Kapelusz ma średnicę 2,5–4 cm, składa się z dwóch, czasami z trzech płatów rozdzielonych wąską szczeliną. Brzeg za młodu częściowo wywinięty na górną, płodną powierzchnię, z wiekiem spłaszczony przy trzonie. Górna powierzchnia gładka, matowa, średnio szara do szarobrązowej, dolna, sterylna powierzchnia blada do bladoszarej, owłosiona. Miąższ cienki, kruchy, bladoszary, o łagodnym zapachu i smaku, nie zmieniający barwy po zranieniu. Trzon o wysokości9 4–10 cm i średnicy 0,5–1 cm, prosty, czasami nieco falisty, okrągły, spłaszczony do bruzdowanego, początkowo pełny, potem pusty, zwężający się ku wierzchołkowi, pod lupą o powierzchni delikatnie owłosionej, białej lub białawej.
Cechy mikroskopowe
Zarodniki 18-21 × 12-13 µm, podłużne do eliptycznych, gładkie, nieamyloidalne, z dużą kroplą oleju w środku.
Gatunki podobne
Cechami charakterystycznymi Helvella compressa są: siodlowaty kapelusz o barwie od ciemnoszarej do szarobrązowej w kształcie siodła o owłosionej, bladej dolnej powierzchni, oraz stosunkowo gładki, biały trzon. Podobna jest Helvella albella, alejest mniejsza, ma mniej owłosioną sterylną powierzchnię i zwykle owocuje jesienią. Piestrzyca giętka (Helvella elastica) też jest podobna, ale można ją odróżnić po mniej stromych szczytach płatów siodła, brzegu, który za młodu nie jest podwinięty na płodną powierzchnię, oraz nagiej, nie owłosionej, sterylnej dolnej powierzchni.

## Występowanie i siedlisko
Helvella compressa znana jest głównie w Ameryce Północnej. W Polsce po raz pierwszy stanowisko tego gatunku podano w 2019 r. (jako cv. compressa).
Grzyb naziemny występujący w rozproszeniu lub gromadnie w mieszanych lasach liściastych i iglastych; w USA jest dość pospolity pod drzewami Lithocarpus densiflora i sekwoja wieczniezielona (Sequoia sempervirens). Owocniki tworzy głównie wiosną.